# 呉賢佐
呉 賢佐（朝鮮語: 오현좌）は、高麗の文官であり、朝鮮氏族の同福呉氏の始祖である。
新羅智証王時代に中国から新羅に渡来した呉瞻を先祖に持つ。
呉賢佐は、高麗高宗時代に同福君に封じられた。
呉賢佐の子孫で兵部尚書を務めた呉守權は、息子の呉賢輔、呉賢弼と共に契丹を撃退し、その功績から海州君、寶城君に封じられた。